# Constantin Soem
Constantin Soem, född 1643 (döpt 9 november) i Stockholm, död där 15 maj 1727, var en svensk läkare.
Constantin Soem var son till vinskänken Anders Sohm. Efter studier i Sverige och utomlands blev han 1675 regementsfältskär vid Österbottens regemente samt deltog med sitt förband i skånska kriget under striderna i Skåne. Han reste därefter utomlands, bland annat till Ost- och Västindien, fick 1684 mästerbrev i kirurgien i Amsterdam och utövade praktik där. 1703 föreslogs han av Olof Rudbeck den yngre till "akademibarberare" i Uppsala. 1704 återvände han till Stockholm, där en först efter en långvarig fejd med barberareämbetet och Chirurgiska societeten slapp undergå ny examen. I stället förhördes han av Urban Hjärne med flera och visade därvid "ogemen skicklighet och experience". Stockholms kirurger fick en skrapa i Kungliga kansliet, och Soem fick ett ledigt ämbete. 1707 blev han fältskär vid Danviks hospital, 1711 stadsfältskär i Stockholm samt därefter även läkare vid Allmänna barnhuset och överkirurg vid amiralitetet i Stockholm.